# Herb Michałowa
Herb Michałowa – jeden z symboli miasta Michałowo i gminy Michałowo w postaci herbu.

## Wygląd i symbolika
Herb przedstawia tarczę dwudzielną w pas. Górna część tarczy jest barwy zielonej, dolna – błękitnej (niebieskiej). Widnieje na niej wizerunek białego (srebrnego) orła bielika skierowanego głową w lewo.
Symbolika herbu nawiązuje do orłów żyjących na terenie gminy.